# Baldassare Porto
Baldassare Porto   (Catània, 19 de gener de 1923 - Catània, 30 de novembre de 2013) va ser un atleta italià, especialista en el 400 metres, que va competir durant les dècades de 1940 i 1950.
El 1952 va prendre part en els Jocs Olímpics de Hèlsinki, on quedà eliminat en sèries en els 4x400 metres relleus del programa d'atletisme.
En el seu palmarès destaca una medalla de plata en la cursa dels 4x400 metres del Campionat d'Europa d'atletisme de 1950. Formà equip amb Armando Filiput, Luigi Paterlini i Antonio Siddi. El 1955 guanyà una medalla de plata en els 4x400 metres als Jocs del Mediterrani que es van disputar a Barcelona. El 1950 guanyà el campionat nacional dels 400 metres.

## Millors marques
- 100 metres. 10.7" (1949)
- 400 metres. 47.8" (1950)[2]